# Перед восходом солнца (повесть)
«Перед восходом солнца» — автобиографическая повесть Михаила Зощенко, писавшаяся с 1935 по 1943 год. После публикации первых глав в 1943 году в журнале «Октябрь» произведение было запрещено цензурой, а сам автор подвергся травле. 
Входит в своеобразную трилогию вместе с «Возвращённой молодостью» и «Голубой книгой».

## Композиция произведения
Повесть поделена на главы: «Я несчастен — и не знаю почему», «Опавшие листья», «Страшный мир», «Перед восходом солнца», «Черная вода», «Закрывайте двери», «Тигры идут», «Опасные связи», «Горе уму», «Разум побеждает смерть», «Разум побеждает страдания», «Разум побеждает старость».
В композицию текста входят пролог, эпилог и послесловие. Каждая глава имеет свой эпиграф.
Первая часть книги похожа на цикл новелл, рассказов. За основу Михаил Зощенко берет любопытные случаи из своей жизни, которые позволят ему в дальнейшем понять причины своей проблемы.
Вторая часть посвящена снам автора и их толкованию.

## Идея
Михаил Зощенко поставил перед собой необычную цель для советской литературы — понять причины и истоки собственных неврозов. Писателя все больше угнетают приступы хандры, боязнь смерти, порой у него возникает страх перед глотанием — боится задохнуться. Как писатель, он считает своим долгом проанализировать все то, что с ним происходит, тем самым не только облегчить свои страдания, но и помочь другим.
В задачи автора входил обзор всей его жизни. В своей книге он рассказывает даже о раннем детстве и событиях, которые произвели огромное впечатление на маленького человека и остались в памяти писателя. Зощенко ищет причины своего угнетенного состояния, акцентируя внимание на жизненных ситуациях, которые, по его мнению, повлияли на формирование его личности.
Он увлекался наукой, изучал труды по психиатрии и верил, что найдет разгадку своей болезни и спасение от нее в медицинских книгах. В ходе своей работы он подробно знакомится с учениями Зигмунда Фрейда и Ивана Петровича Павлова. Основные концепции и идеи этих учёных Зощенко использует для написания своей книги.

## История написания и публикации
Впервые Михаил Зощенко говорит о своей будущей книге в статье 1935 года «О моей трилогии»:
«Сейчас я думаю приняться за новую книгу, которая будет последней в моей трилогии, начатой „Возвращенной молодостью“ и продолженной „Голубой книгой“.<…> Эта книга будет мало похожа на обычную художественную прозу. Это будет скорей трактат, философский и публицистический, нежели беллетристика».
Сбор материала для книги ведется около 10 лет с середины 30-х гг. XX века. Зощенко начинает писать задуманную повесть ещё до Великой Отечественной войны и продолжает работать над рукописью в Алма-Ате, куда его эвакуируют в сентябре 1941 года.
При первой же возможности писатель возвращается в Москву, где ему предлагают должность главного редактора журнала «Крокодил», от которой Зощенко отказался, но в редколлегию журнала вошел. Это обстоятельство дает ему возможность остаться в Москве. В 1943 году Зощенко принимает важное решение сдать рукопись своей автобиографической повести в журнал «Октябрь». В это время писатель читает готовые главы Николаю Тихонову, Виктору Шкловскому, которые тепло приняли его работу. Зощенко даже заручается поддержкой академика Алексея Дмитриевича Сперанского, одного из самых авторитетных патофизиологов. Главы книги вместе с отзывом Сперанского читают в ЦК.
В 1943 году в летних номерах журнала «Октябрь» (6/7, 8/9) публикуется две первые части «Перед восходом солнца». Но третья и четвёртая части повести уже не пропускаются цензурой. Никто не стал заступаться за Зощенко. Из редколлегии журнала «Крокодил» его исключили, лишили продуктового пайка, выселили из гостиницы «Москва», где он жил по приезде из Алма-Аты.

## Травля
6 декабря 1943 года состоялось обсуждение книги на расширенном заседании Президиума Союза советских писателей. Зощенко в своем выступлении настаивал на том, что он написал «антифашистскую» книгу, но не был понят. Последовали отрицательные отзывы со стороны писателей, которые изначально его поддерживали. Николай Тихонов назвал на этом заседании повесть «вредным произведением», а чуть позже в журнале «Большевик» (1944 г., № 3, март) вышла его статья «Отечественная война и советская литература», где было сказано несколько слов о повести:

Повесть Зощенко — явление глубоко чуждое духу, характеру советской литературы. В этой повести действительность показана с обывательской точки зрения — уродливо искаженной, опошленной, на первый план выдвинута мелкая возня субъективных чувств. Здесь уместно вспомнить слова Горького, который сказал, что «смысл личного бытия в том, чтобы углублять и расширять смысл бытия многомиллионных масс трудового человечества». В наше время эти слова звучат с особенной силой.

Месяцем ранее в этом журнале была напечатана статья «Об одной вредной повести», подписанная сразу несколькими авторами (В. Горшков, Г. Ваулин, Л. Рутковская, П. Большаков), где была дана негативная оценка не только произведению «Перед восходом солнца», но и всего литературного творчества Зощенко.

Повесть чужда чувствам и мыслям нашего народа. <…> Зощенко рисует чрезвычайно извращенную картину жизни нашего народа. Психология героев, их поступки носят уродливый характер.

Таких разгромных статей было немного, но этого хватило, чтобы на многие годы Зощенко стал «мишенью» для всех окружающих писателей, критиков и даже первых лиц государства.
В августе 1946 года секретарь ЦК ВКП(б) Андрей Андреевич Жданов выступил с докладом о постановлении Центрального Комитета ВКП (б) «О журналах „Звезда“ и „Ленинград“». В докладе заключалось обвинение редакции «Звезды» о предоставлении страниц «таким пошлякам и подонкам литературы, как Зощенко». Сам писатель обвинялся в извращении советской молодежи, в «уродливо карикатурном» изображении общества. С данного постановления началась кампания собраний и статей, клеймящих Зощенко и Ахматову.

…хорошо известна физиономия Зощенко и недостойное поведение его во время войны, когда он, ничем не помогая советскому народу в его борьбе против немецких захватчиков, написал такую омерзительную вещь как «Перед восходом солнца», оценка которой, как и оценка всего литературного «творчества» Зощенко, была дана на страницах журнала «Большевик».
— из постановления Центрального Комитета ВКП (б) «О журналах „Звезда“ и „Ленинград“» от 14 августа 1946 года

## Судьба книги
В 1972 году в третьем номере журнала «Звезда» вышел текст под названием «Повесть о разуме» с одноименной вступительной статьей доктора философских наук Арсения Владимировича Гулыги. Этим текстом являлась вторая часть нашумевшей повести Михаила Зощенко «Перед восходом солнца», которая была напечатана как самостоятельное произведение, не связанное с тем текстом, который увидел свет на страницах «Октября» в 1943 году. «Повесть о разуме» — редакционное заглавие, призванное скрыть связь с осужденной публикацией первой части повести Зощенко «Перед восходом солнца».

Ни словом не упоминая о злосчастной публикации повести «Перед восходом солнца» и даже ни разу не назвав ее, он [Арс. Гулыга], тем не менее, довольно подробно пересказал в предисловии её содержание. Таковы были способы обмана цензуры в то время…

Полностью повесть «Перед восходом солнца» впервые увидела свет в 1973 году в США, а на родине писателя была напечатана в 1987 году и вошла в собрание сочинений Зощенко в трёх томах благодаря труду Юрия Владимировича Томашевского.
В 2008 году повесть вошла в собрание сочинений Зощенко в 7 томах под редакцией Игоря Сухих.